# نیبیکس‌واد
نیبیکس‌واد (به هلندی: Nibbixwoud) یک منطقهٔ مسکونی در هلند است که در Medemblik واقع شده‌است. نیبیکس‌واد ۲٬۳۳۰ نفر جمعیت دارد.

## نگارخانه

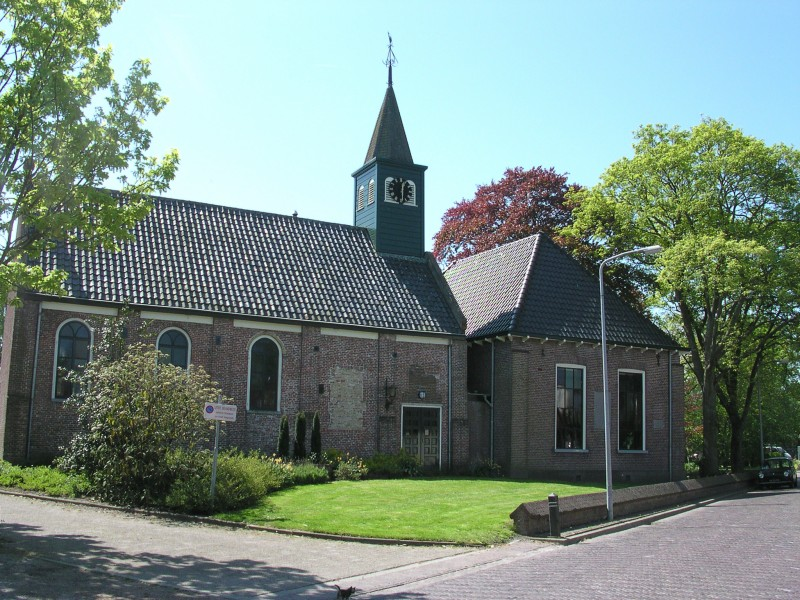
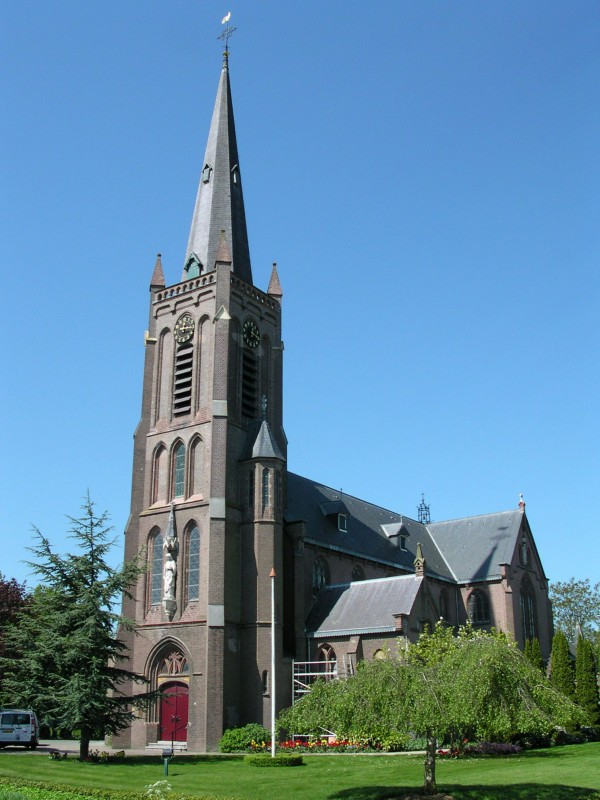